# Chollima-804
Chollima-804 (천리마804, Чхоллима-804, с кор. «конь, пробегающий тысячу ли в день») — северокорейский трактор. Разработка была завершена в 2017 году, в том же году было начато серийное производство тракторов. Chollima-804 используются как для работы в поле, так и Рабоче-крестьянским Красным ополчением в составе Корейской народной армии в качестве тягачей. 
 В сентябре 2023 года данные трактора, вооружённые российскими 30-мм автоматическими гранатомётами АГС-17, были замечены на параде в честь 75-летия основания Корейской Народно-Демократической Республики.

## История создания
История тракторостроения Корейской Народно-Демократической Республики началась в 1954 году с момента заложения Кымсонского тракторного завода и построения первого трактора Chollima-28, копии советского трактора Т-28, четырьмя годами позже.
После распада Советского Союза главным экономическим партнёром КНДР стала Китайская Народная Республика. Сотрудничество с Китаем позволило модернизировать механизацию сельхозпроизводства и создать современную модель трактора.

## Описание конструкции
Из-за закрытости Северной Кореи большинство информации не раскрывается. Четырёхтактный дизельный двигатель трактора массой в 490 кг развивает мощность в 80 л. с. (58,8 кВт) при номинальных оборотах в 2 200 об/м. Двенадцатиступенчатая реверсивная КПП позволяет развить скорость в 33,7 км/ч. Трактор имеет привод 4×4 и комфортабельную кабину.